# Robert Mulligan
Robert Patrick Mulligan (n. 23 august 1925, New York City, New York, SUA – d. 20 decembrie 2008, Lyme, Connecticut, SUA) a fost un regizor și producător de film american. Este cel mai notabil pentru realizarea unor filme dramatice cu teme umaniste ca ...Să ucizi o pasăre cântătoare (1962), Vara lui '42 (1971), Celălalt (1972), La anul, pe vremea asta (1978) sau Omul din Lună (1991).  El a fost foarte cunoscut în anii 1960 și pentru colaborările sale frecvente cu producătorul Alan J. Pakula.

## Biografie
Mulligan a servit în infanteria marină americană în timpul celui de-al doilea război mondial ca operator radio. La sfârșitul războiului, a absolvit Universitatea Fordham, apoi a obținut un loc de muncă în departamentul de redacție al cotidianului The New York Times, dar și-a dat demisia pentru a urma o carieră în televiziune. Mulligan și-a început cariera în televiziune ca mesager pentru televiziunea CBS. A lucrat cu sârguință și, până în 1948, a regizat spectacole dramatice majore. La începutul anilor 1950 a regizat multe episoade din Suspense. A regizat de asemenea episoade din The Philco Television Playhouse, Armstrong Circle Theatre, The Alcoa Hour, The United States Steel Hour, Studio One in Hollywood, Goodyear Playhouse și The Seven Lively Arts.
În 1957, Mulligan a regizat primul său film cinematografic, Fear Strikes Out, cu Anthony Perkins în rolul jucătorului de baseball Jimmy Piersall. Filmul a fost primul lungmetraj pe care l-a regizat alături de colaboratorul de lungă durată Alan J. Pakula, pe atunci mare producător la Hollywood. Pakula a mărturisit odată că „lucrul cu Bob m-a împiedicat să regizez câțiva ani, pentru că mi-a plăcut să lucrez cu el și ne-am simțit bine și mi-a plăcut munca”.

## Filmografie
- 1957 Fear Strikes Out
- 1960 The Rat Race
- 1961 Come September
- 1961 The Great Impostor
- 1962 ...Să ucizi o pasăre cântătoare (To Kill a Mockingbird)
- 1962 The Spiral Road
- 1963 Dragoste cu un străin (Love with the Proper Stranger)
- 1965 Inside Daisy Clover
- 1965 Baby the Rain Must Fall
- 1967 Up the Down Staircase
- 1968 The Stalking Moon
- 1971 Summer of '42
- 1971 The Pursuit of Happiness
- 1972 The Other
- 1974 The Nickel Ride
- 1978 Bloodbrothers
- 1978 Same Time, Next Year
- 1982 Adio, dar rămân cu tine (Kiss Me Goodbye)
- 1988 Clara's Heart
- 1991 The Man in the Moon